# مونيكا يونغ
مونيكا يونغ (بالإنجليزية: Monica Young)‏ هي ممثلة أمريكية، ولدت في 18 أبريل 1979 في برلين في ألمانيا.

## وصلات خارجية
- مونيكا يونغ على موقع IMDb (الإنجليزية)
- مونيكا يونغ على موقع قاعدة بيانات الفيلم (الإنجليزية)